# THE ALFEE EMOTIONAL MESSAGE SONGS
『EMOTIONAL MESSAGE SONGS』（エモーショナル・メッセージ・ソングズ）は1997年11月19日発売されたTHE ALFEE18枚目のベスト・アルバム。

## 概要
『EMOTIONAL LOVE SONGS』と同日発売。
高見沢俊彦のライナーノーツ収載。

## 収録曲
1. 幻夜祭
『夢幻の果てに』収録曲。
2. シュプレヒコールに耳を塞いで
『JOURNEY』収録曲。
3. Rockdom〜風に吹かれて
4. Glory Days (Love:Mix)
『LOVE』収録ヴァージョン。
5. Wind Of Time
『AGES』収録曲。
6. Count Down 1999
『ARCADIA』収録曲。
7. 倖せのかたち 〜Send My Heart〜
8. 冒険者たち
9. Jump'95
『LIVE IN PROGRESS』収録曲。
10. Victory
11. My Truth
12. Nervous Breakdown
『DNA Communication』収録曲。
13. Sweat&Tears (Live)
『ONE NIGHT DREAMS』収録ライヴ音源。